# Akseli Gallen-Kallela

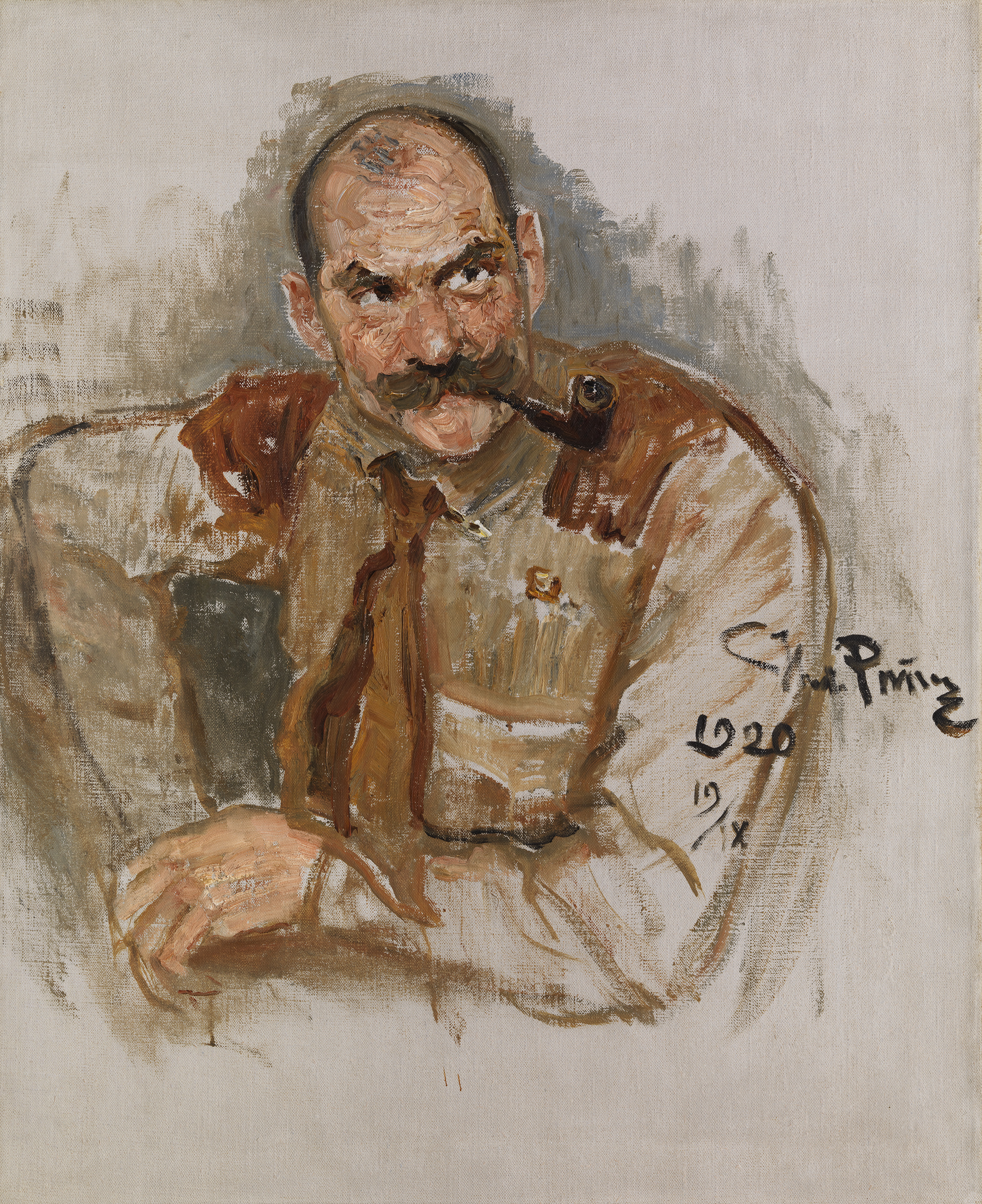
Ilja Jefimowitsch Repin: Akseli Gallen-Kallela in einem Gemälde aus dem Jahre 1920

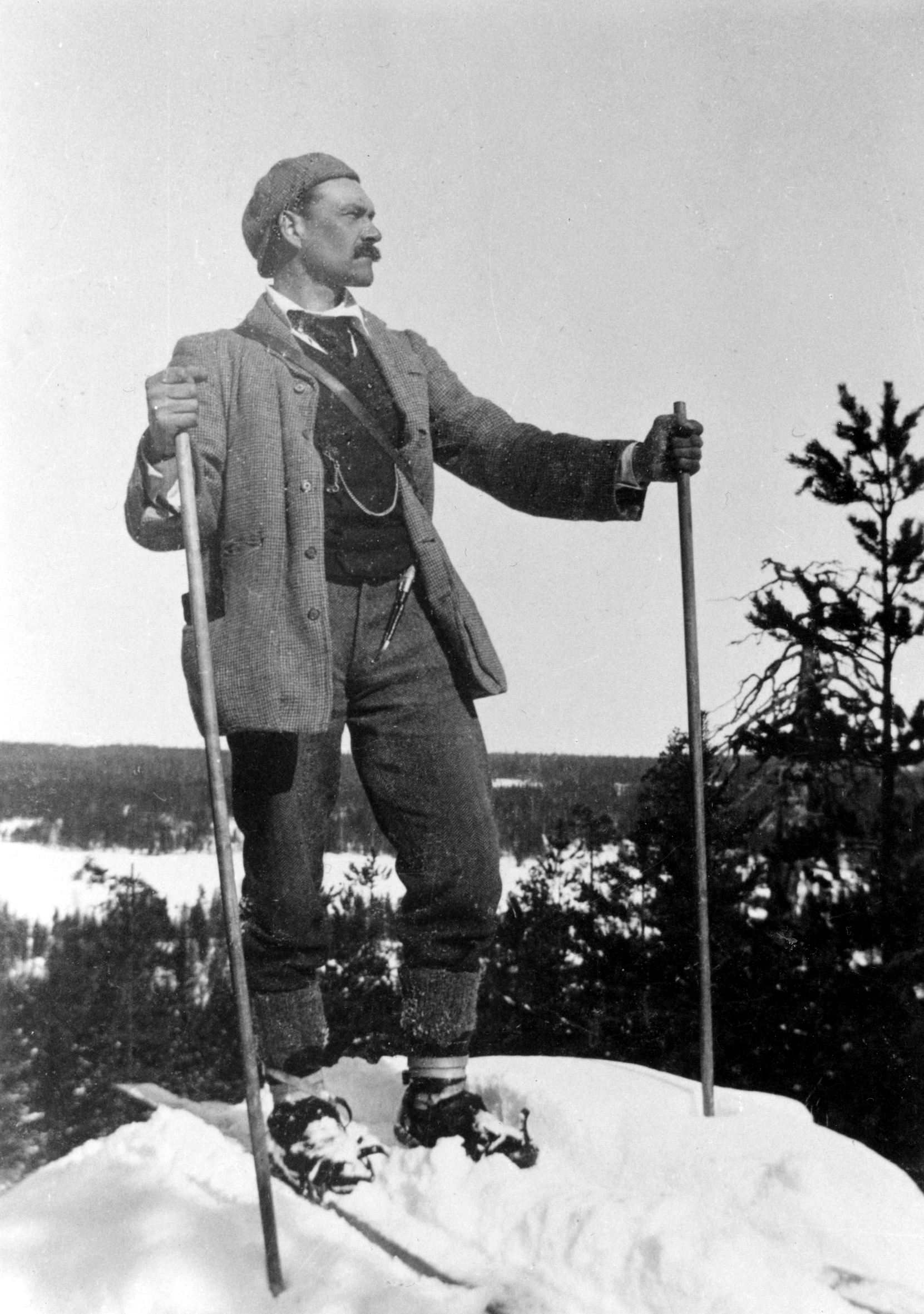
Akseli Gallen-Kallela, Foto aus einer Veröffentlichung aus dem Jahre 1906

Akseli Gallen-Kallela (* 26. April 1865 in Pori, Großfürstentum Finnland als Axel Waldemar Gallén; † 7. März 1931 in Stockholm in Schweden) war ein finnischer Maler, Architekt und Designer. Er ist besonders für seine Illustrationen zum finnischen Nationalepos Kalevala bekannt und gilt als bedeutendster Vertreter der finnischen Nationalromantik in der Bildenden Kunst.

## Leben
Gallén stammte aus einer gut situierten schwedischsprachigen Familie. Sein Vater war ein hochrangiger Polizeibeamter und Rechtsanwalt. Mit elf Jahren wurde er auf ein Internat nach Helsinki geschickt. In seiner Jugendzeit in Helsinki erwachte auch sein Interesse für die Bildende Kunst; so besuchte er Zeichenkurse an der finnischen Kunstgesellschaft. 1884 siedelte er nach Paris über, um an der dortigen Académie Julian Malerei zu studieren. In seiner Studienzeit machte er die Bekanntschaft anderer skandinavischer Künstler, darunter der finnische Maler Albert Edelfelt, der norwegische Maler Edvard Munch und der schwedische Schriftsteller August Strindberg.
Nach der Rückkehr nach Finnland heiratete er 1890 Mary Helena Slöör; aus der Ehe gingen drei Kinder hervor. Seine Gattin stand ihm zu einem Madonnenbild (1890) und zu einem Triptychon der Aino, einer Gestalt aus der finnischen Mythologie, Modell. Auf der Hochzeitsreise durch Karelien begann er, Material zu seinen Kalevala-Illustrationen zu sammeln; insbesondere in Ostkarelien, also jenseits der Grenzen des russischen Großfürstentums Finnland. In Nordkarelien war die mündliche Überlieferung der alten finnischen Sagen noch ähnlich lebendig wie zu Zeiten des Schriftstellers Elias Lönnrot.
Im Dezember 1895 unternahm er eine Reise nach Berlin, wo er sich drei Monate aufhielt. In Berlin wohnten damals der mit ihm befreundete Schriftsteller Adolf Paul, der Kunsthistoriker Julius Meier-Graefe und weitere skandinavische Dichter und bildende Künstler. Über diese wurde vermutlich später die Verbindung zur Künstlergruppe Brücke begründet.

### Wirken
War Galléns Frühwerk noch ganz dem Realismus verpflichtet, so war nach seiner Rückkehr aus Frankreich der Einfluss des französischen Symbolismus und des Jugendstils prägend; zu jener Zeit stand es im Dienst des finnischen Patriotismus angesichts der russischen Fremdherrschaft. Seit Elias Lönnrots erster Kalevala-Ausgabe 1835 war dieses Werk zentral für die entstehende finnische Nationalromantik und lieferte etwa auch dem mit Gallén befreundeten Komponisten Jean Sibelius eine Vielzahl von Motiven. Auch Gallén widmete sich bis zu seinem Tod meist Motiven aus der Finnischen Mythologie. 1907 finnisierte er seinen Namen amtlich zu Gallen-Kallela. Hier stand seine Residenz Kalela bei Ruovesi Pate, die er in den 1890er Jahren ebenfalls im Stil der finnischen Nationalromantik entwarf und erbaute. In Kalela entstanden auch seine bis heute wohl bekanntesten Gemälde: Die Verteidigung des Sampo (1896), Joukahainens Rache, Lemminkäinens Mutter (beide 1897) und Kullervos Fluch (1899).

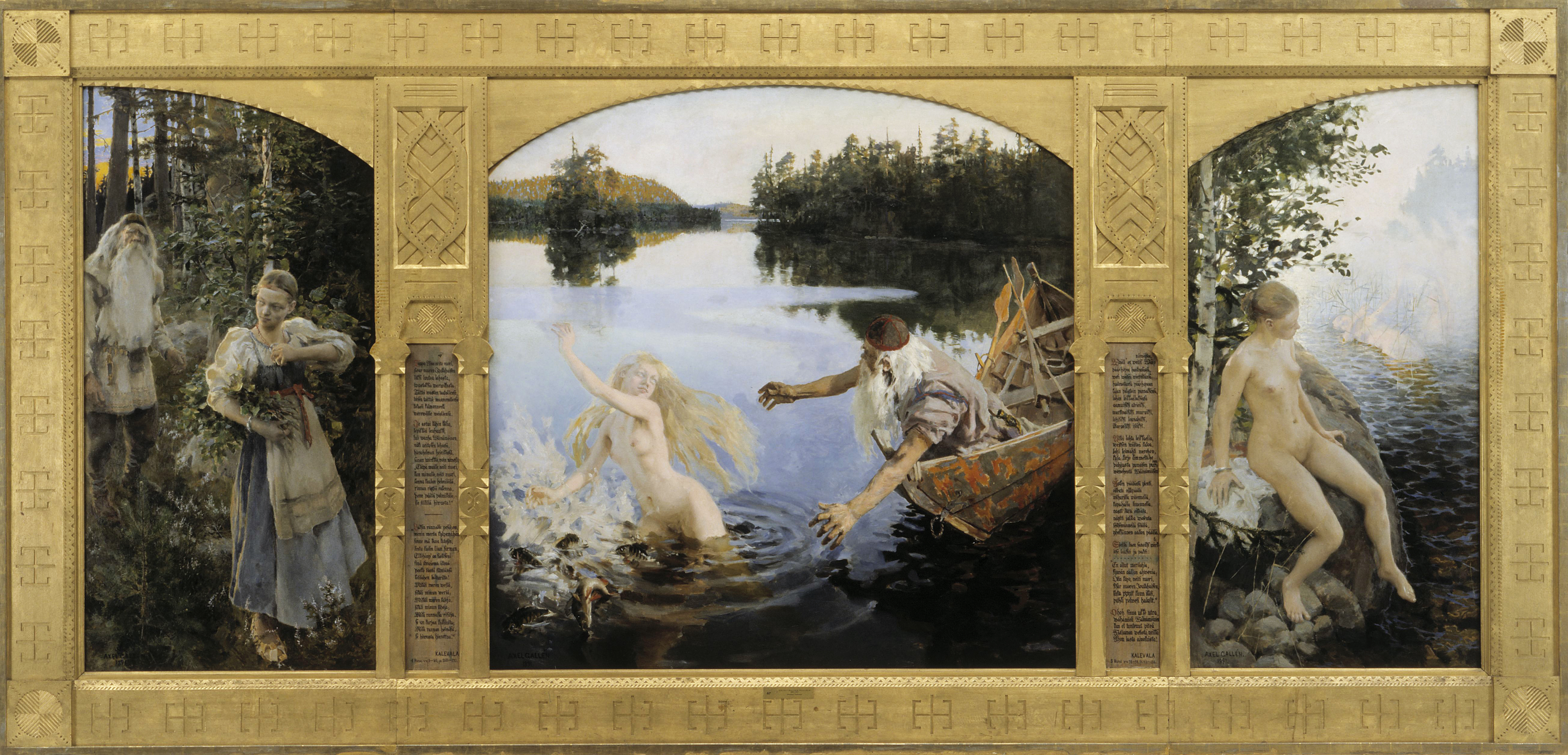
Das Aino-Triptychon (1891)
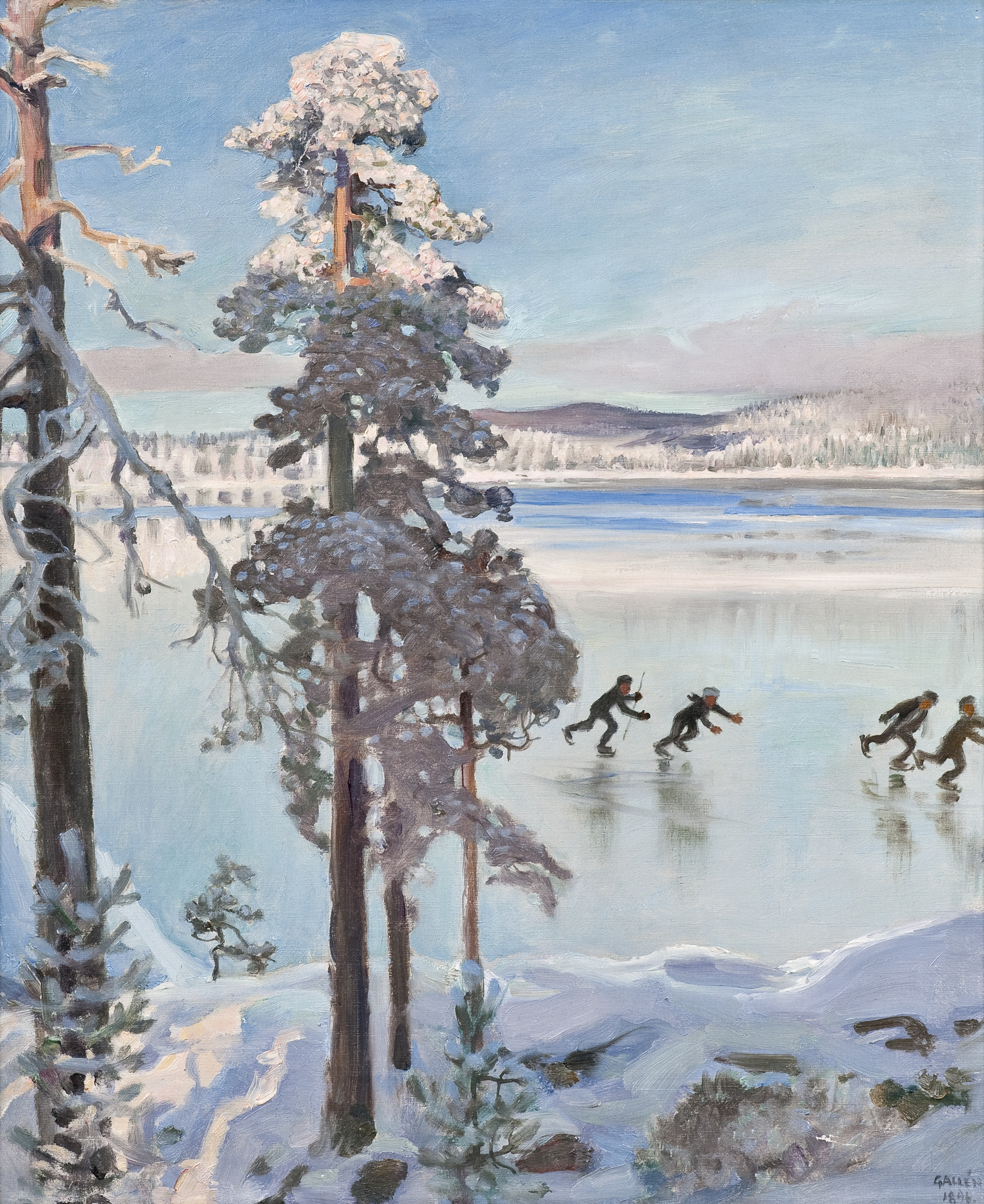
Schlittschuhläufer am Ufer von Kalela (1896)
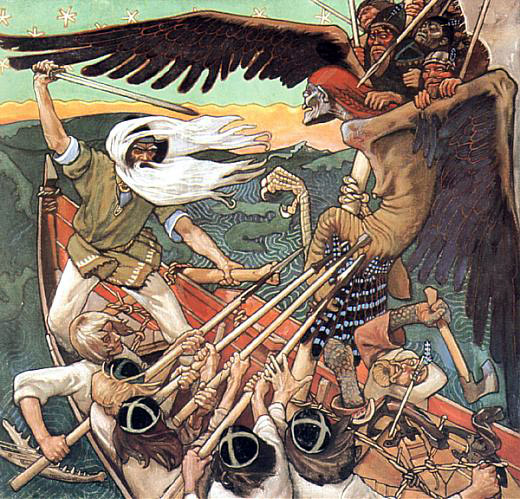
Die Verteidigung des Sampo (1896)
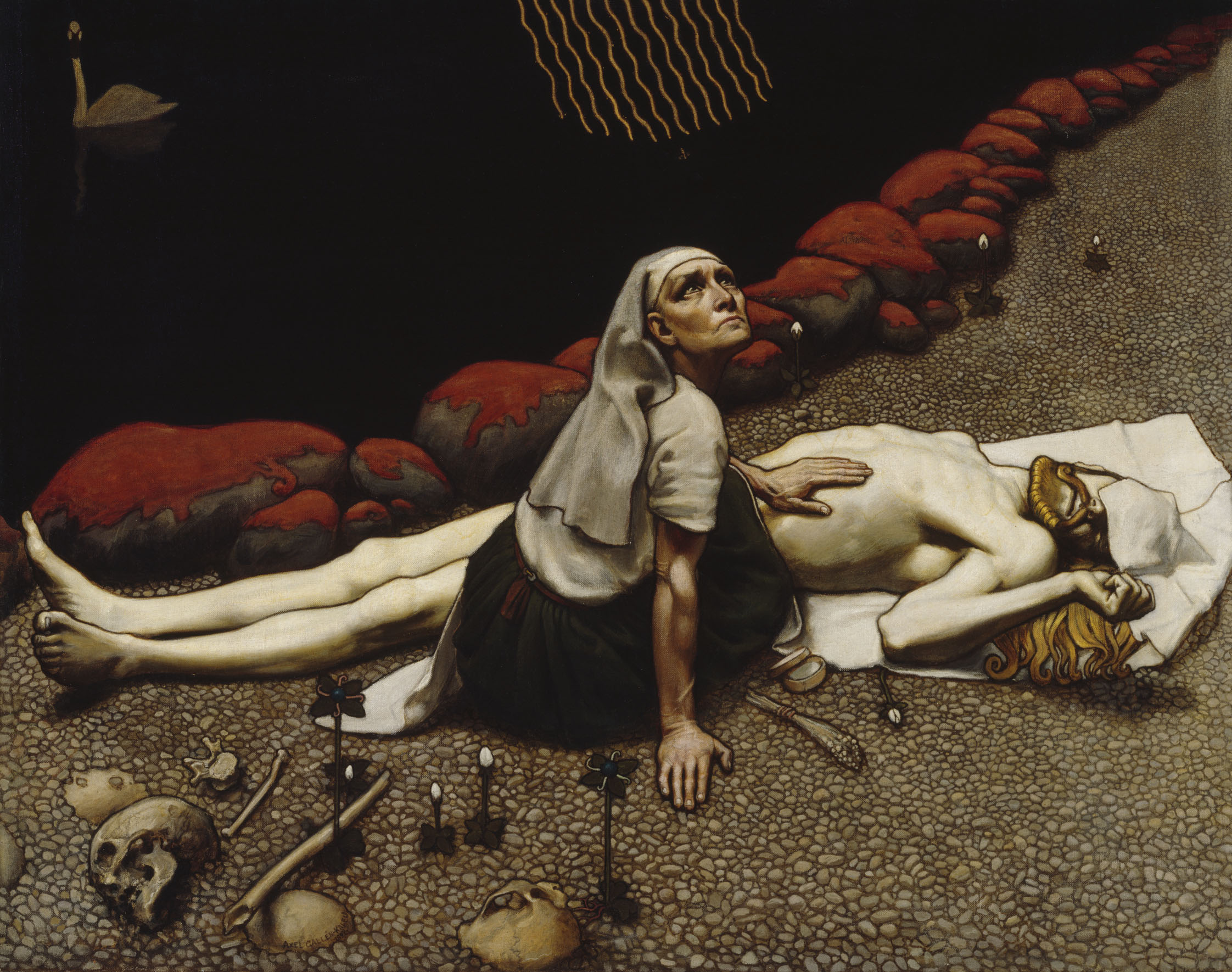
Lemminkäinens Mutter (1897)
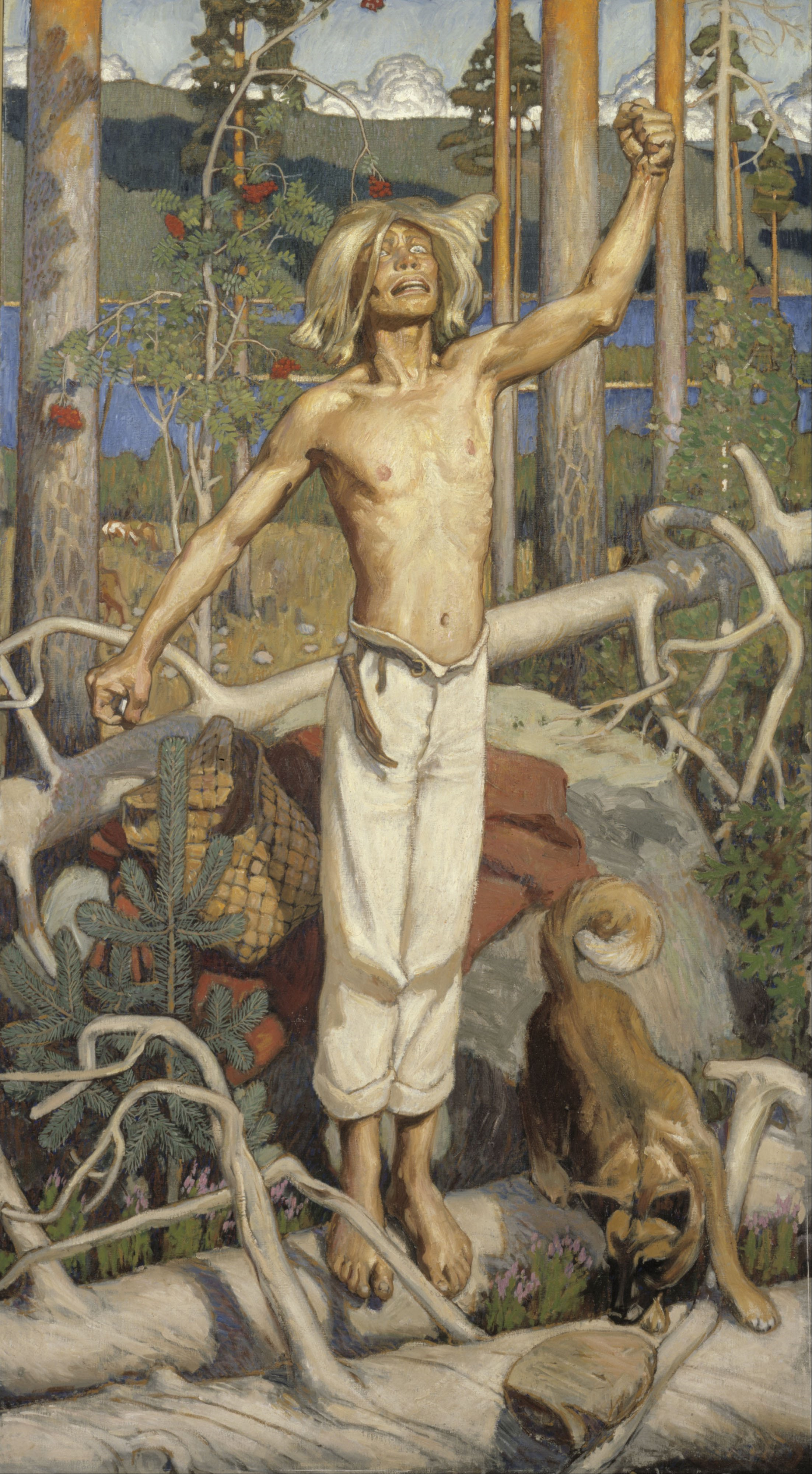
Kullervos Fluch (1899)
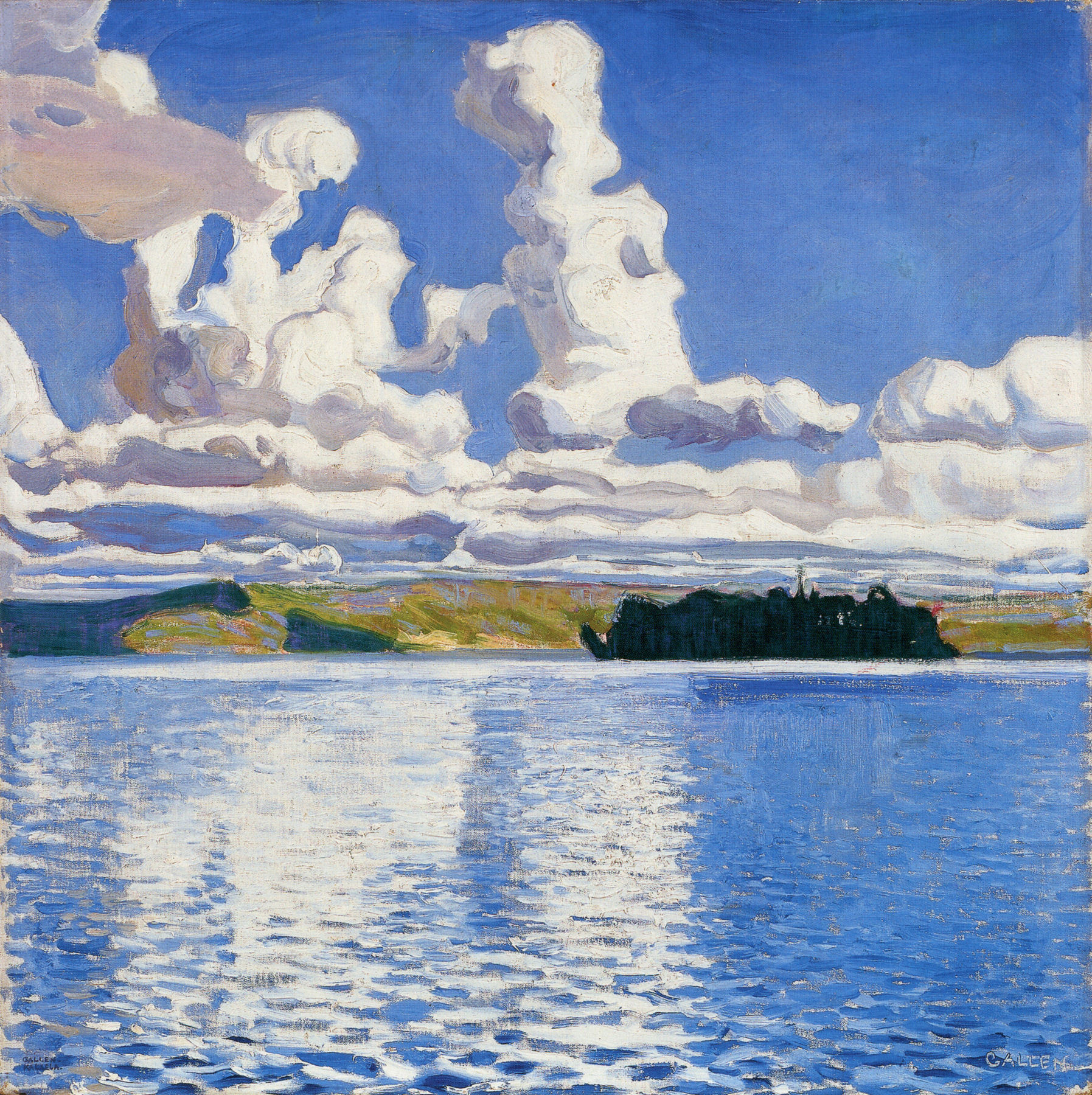
Wolken (1904)
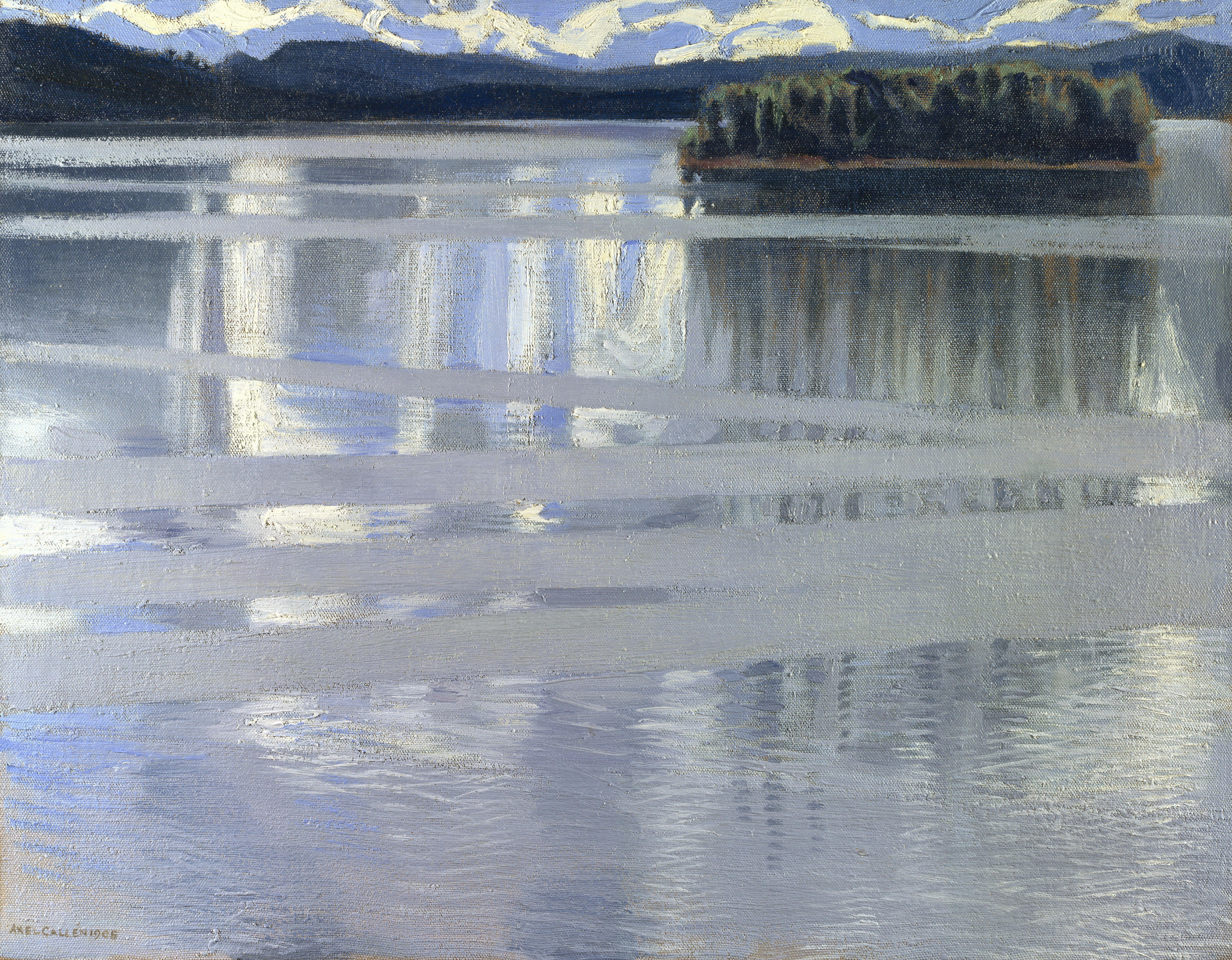
Keitele-See (1905)
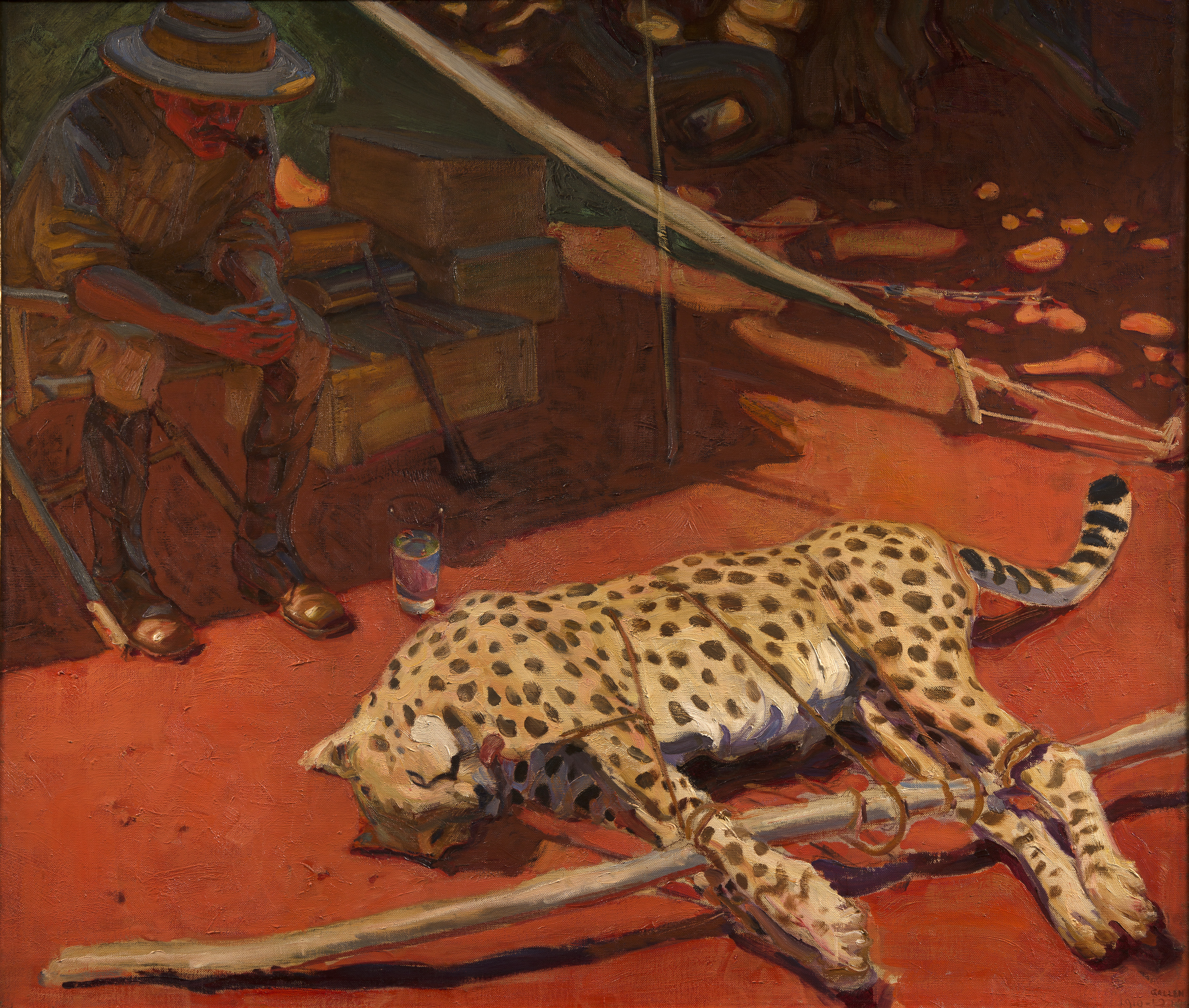
Jäger und erlegter Gepard (zwischen 1910 und 1914)

1900 zeigte er Die Mutter von Lemminkäinen (1897) an der Pariser Weltausstellung und malte er für den finnischen Pavillon Fresken, deren politische Aussage eindeutig war: Auf einem Bild war der sagenhafte finnische Held Ilmarinen zu sehen, der ein Feld voller Kreuzottern pflügt – die Schlangen waren in den russischen Nationalfarben rot, blau und weiß gehalten. Diese Werke reproduzierte er 1928 für die Eingangshalle des Finnischen Nationalmuseums – Finnland war nunmehr unabhängig.
1903 schuf er wiederum Fresken für das Jusélius-Mausoleum in Pori. Sie wurden 1931 durch ein Feuer zerstört, später von seinem Sohn nach den Skizzen des Vaters wiederhergestellt. 1906 half er dem russischen Schriftsteller Maxim Gorki bei dessen Flucht vor den russischen Behörden. 1906 erschienen Galléns Illustrationen zu Aleksis Kivis Die sieben Brüder, einem weiteren zentralen Werk der finnischen Literatur. Ab März 1907 war er kurzzeitig Mitglied der Künstlervereinigung Brücke, die er wegen unvereinbarer Auffassungen jedoch bald wieder verließ. Seine Werke wurden zunehmend im Ausland bekannt und gerühmt. 1907 verfertigte er ein Porträt des Komponisten Gustav Mahler, als dieser Helsinki besuchte. Bereits 1895 wurden seine Werke mit denen Edvard Munchs in Berlin gezeigt, 1914 vertrat er Finnland auf der Biennale in Venedig.
1909 brach er mit seiner Familie nach Britisch-Ostafrika (heute Kenia) auf, wo er sich zwei Jahre aufhielt. In dieser Zeit entstanden rund 150 Bilder, die deutlich den Einfluss des französischen Expressionismus zeigen. Seine Erlebnisse in Afrika – unter anderem frönte er der Großwildjagd und traf den ehemaligen amerikanischen Präsidenten Theodore Roosevelt – hielt er in Notizbüchern fest, die sein Sohn Jorma nach dem Tod seines Vaters 1931 als „Afrikka-Kirja“ (Afrika-Buch) veröffentlichte. Nach der Rückkehr entwarf und baute er eine weitere Atelier-Residenz, das burgartige Anwesen Tarvaspää nordwestlich von Helsinki.
Nach der von Gallén-Kallela sehnlichst erwarteten finnischen Unabhängigkeit (6. Dezember 1917) brach der Finnische Bürgerkrieg aus, der das gesamte Land nachhaltig traumatisierte. Er war einer der symbolisch bedeutendsten Köpfe der Weißen, also der konservativ-antikommunistischen, Kriegspartei. 1918 wurde er vom finnischen General Carl Gustaf Emil Mannerheim in den Rang eines Flügeladjutanten erhoben. Auch nach dem Sieg der Weißen stemmte sich Gallén-Kallela in Schriften wie in Bildern gegen die von ihm weiterhin befürchtete Revolution.
In den 1920er Jahren widmete er sich wiederum weiteren Illustrationen zum Kalevala. 1921 erschien der vom Kubismus beeinflusste „Koru-Kalevala“ (Schmuck-Kalevala). Sein „Suur-Kalevala“ (Groß-Kalevala) blieb unvollendet.

### Letzte Jahre

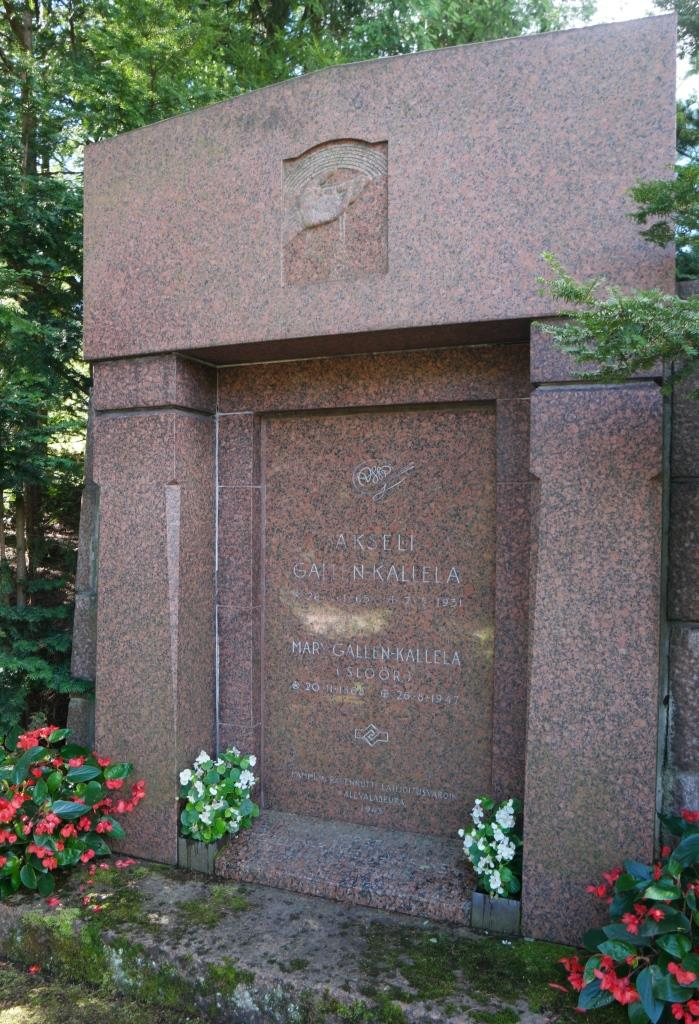
Grabmal von Akseli Gallen-Kallela auf dem Friedhof Hietaniemi in Helsinki

1923 siedelte er mit seiner Familie in die USA über und ließ sich 1924 in der Künstlerkolonie Taos in New Mexico nieder. Selbst in der amerikanischen Wüste arbeitete er vor allem an Bildern zur finnischen Mythologie; zu den Ausnahmen zählt ein Porträt des Indianerhäuptlings Siu Ohutaa. 1926 kehrte er nach Finnland zurück.
Akseli Gallen-Kallela starb 1931 an den Folgen einer Lungenentzündung in Stockholm.

## Ehrungen und Auszeichnungen
- 2015: Zu seinem 150. Geburtstag brachte die Finnische Zentralbank eine 2-Euro-Gedenkmünze heraus.[2]

## Ausstellungen
- Überirdisch nordisch, Museum Kunstpalast, Düsseldorf 2012
- Aus Dämmerung und Licht – Meisterwerke nordischer Malerei 1860–1920, Hypo-Kunsthalle, München, 30. Mai bis 6. Oktober 2013